# Friedemann Kainer
Friedemann Kainer (* 1973) ist ein deutscher Rechtswissenschaftler.

## Leben
Er studierte Rechtswissenschaft in Heidelberg, 1. Juristisches Staatsexamen 1997. Nach der Promotion bei Peter-Christian Müller-Graff zum Thema „Unternehmensübernahmen im Binnenmarktrecht. Zugleich ein Beitrag zur Privatrechtswirkung der Grundfreiheiten“ (ausgezeichnet mit dem Fritz-Grunebaum-Preis) und dem Rigorosum im Juni 2001 war er von 2000 bis 2002 Rechtsreferendar am Landgericht Frankenthal mit Stationen u. a. in New York City. 2002 wurde er wissenschaftlicher Assistent und später Akademischer Rat am Institut für deutsches und europäisches Gesellschafts- und Wirtschaftsrecht. Nach der Habilitation zum Thema „Gleichbehandlung im Zivilrecht“ im Jahre 2012 (Venia legendi für Bürgerliches Recht, Gesellschaftsrecht, Wirtschaftsrecht, Europarecht und Arbeitsrecht) ist er seit Herbstsemester 2012 Lehrstuhlinhaber für Bürgerliches Recht, deutsches und europäisches Wirtschafts- und Arbeitsrecht an der Universität Mannheim.
Seit 2023 ist er Vorstandsvorsitzender des Arbeitskreises Europäische Integration.

## Schriften (Auswahl)
- Sachenrecht. Mobiliar- und Immobiliarsachenrecht, Baden-Baden 2021, ISBN 978-3-8487-3128-2.
- Unternehmensübernahmen im Binnenmarktrecht. Zugleich ein Beitrag zur Privatrechtswirkung der Grundfreiheiten. Baden-Baden 2004, ISBN 3-8329-0452-2.
- mit Christoph Teichmann und Daniela Mattheus: Zivilrechtliche Anwaltsfälle in Studium und Examen. München 2007, ISBN 3-406-54693-5.
- als Herausgeber mit Cordula Stumpf und Christian Baldus: Privatrecht, Wirtschaftsrecht, Verfassungsrecht. Privatinitiative und Gemeinwohlhorizonte. Festschrift für Peter-Christian Müller-Graff. Baden-Baden 2015, ISBN 978-3-8487-2088-0.
- als Herausgeber mit René Repasi: Trade relations after Brexit. Baden-Baden 2019, ISBN 3-8487-5133-X.